# Holomitrium alpinum
Holomitrium alpinum là một loài rêu trong họ Dicranaceae. Loài này được Mitt. mô tả khoa học đầu tiên năm 1859.